# Kasteel La Garenne

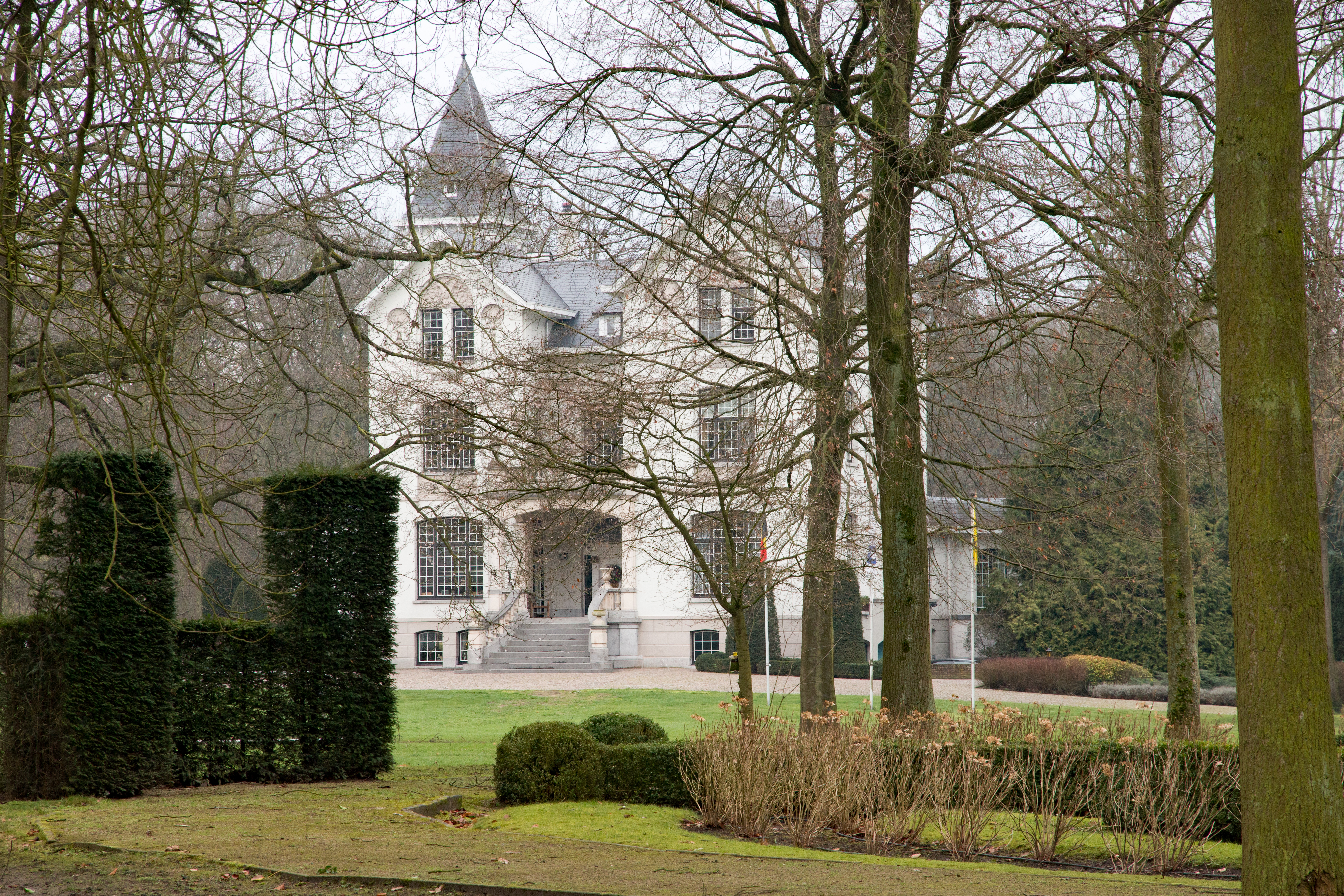
Kasteel La Garenne

Het Kasteel La Garenne is een kasteel in de tot de Antwerpse gemeente Heist-op-den-Berg behorende plaats Itegem, gelegen aan Parklaan 14.
In 1895 werd het linkergedeelte met traptoren gebouwd als jachthuis voor Kasteel Isschot, in traditionele stijl. In de 2e helft van de 20e eeuw werd een rechtervleugel aangebouwd en in 1983-1984 werd het nogmaals vergroot.
Het is een statig landhuis dat geen symmetrie toont maar een mooie ingangspartij toont. Het interieur, in eclectische stijlen vormgegeven, bleef grotendeels intact.
Het kasteel staat zich in een bosrijk park waarin zich ook een ijskelder en een houten paviljoentje bevindt.